# Еммітсбург (Меріленд)
Еммітсбург (англ. Emmitsburg) — місто (англ. town) в США, в окрузі Фредерік штату Меріленд. Населення — 2770 осіб (2020).

## Географія
Еммітсбург розташований за координатами 39°42′18″ пн. ш. 77°19′18″ зх. д. / 39.70500° пн. ш. 77.32167° зх. д. (39.705082, -77.321713).  За даними Бюро перепису населення США в 2010 році місто мало площу 3,93 км², уся площа — суходіл.

### Клімат
| Клімат : Еммітсбург     | Клімат : Еммітсбург | Клімат : Еммітсбург | Клімат : Еммітсбург | Клімат : Еммітсбург | Клімат : Еммітсбург | Клімат : Еммітсбург | Клімат : Еммітсбург | Клімат : Еммітсбург | Клімат : Еммітсбург | Клімат : Еммітсбург | Клімат : Еммітсбург | Клімат : Еммітсбург | Клімат : Еммітсбург |
| Показник                | Січ.                | Лют.                | Бер.                | Квіт.               | Трав.               | Черв.               | Лип.                | Серп.               | Вер.                | Жовт.               | Лист.               | Груд.               | Рік                 |
| Абсолютний максимум, °C | 23,3                | 25,6                | 29,4                | 33,3                | 34,4                | 38,3                | 39,4                | 39,4                | 36,7                | 32,2                | 27,8                | 25,0                | 39,4                |
| Середній максимум, °C   | 4,1                 | 6,4                 | 11,9                | 18,2                | 23,2                | 27,6                | 29,9                | 29,0                | 25,2                | 19,1                | 12,5                | 6,6                 | 17,9                |
| Середній мінімум, °C    | −5,2                | −4,2                | 0,2                 | 4,8                 | 10,3                | 15,2                | 17,8                | 16,8                | 13,0                | 6,3                 | 1,7                 | −2,3                | 6,3                 |
| Абсолютний мінімум, °C  | −32,8               | −25                 | −20,6               | −9,4                | −3,3                | 1,7                 | 5,6                 | 2,2                 | −4,4                | −8,9                | −12,8               | −28,3               | −32,8               |
| Норма опадів, мм        | 93                  | 75                  | 100                 | 97                  | 115                 | 110                 | 92                  | 91                  | 108                 | 88                  | 97                  | 84                  | 1152                |
| Днів з опадами          | 8,9                 | 7,9                 | 9,1                 | 9,5                 | 11,7                | 10,3                | 9,4                 | 9,0                 | 8,2                 | 7,5                 | 8,7                 | 8,3                 | 108,5               |
| Днів зі снігом          | 4,1                 | 3,0                 | 1,7                 | 0,4                 | 0                   | 0                   | 0                   | 0                   | 0                   | 0,1                 | 0,6                 | 2,2                 | 12,1                |
| ----------------------- | ------------------- | ------------------- | ------------------- | ------------------- | ------------------- | ------------------- | ------------------- | ------------------- | ------------------- | ------------------- | ------------------- | ------------------- | ------------------- |
| Джерело: NOAA           |                     |                     |                     |                     |                     |                     |                     |                     |                     |                     |                     |                     |                     |

## Демографія
Згідно з переписом 2010 року, у місті мешкало 2814 осіб у 997 домогосподарствах у складі 670 родин. Густота населення становила 717 осіб/км².  Було 1070 помешкань (272/км²).
Расовий склад населення:
| - 95,0 % — білих - 2,0 % — чорних або афроамериканців - 0,9 % — азіатів - 0,2 % — корінних американців |

До двох чи більше рас належало 1,3 %. Частка іспаномовних становила 2,5 % від усіх жителів.
За віковим діапазоном населення розподілялося таким чином: 26,0 % — особи молодші 18 років, 57,7 % — особи у віці 18—64 років, 16,3 % — особи у віці 65 років та старші. Медіана віку мешканця становила 39,5 року. На 100 осіб жіночої статі у місті припадало 89,9 чоловіків;  на 100 жінок у віці від 18 років та старших — 84,0 чоловіків також старших 18 років.
Середній дохід на одне домашнє господарство  становив 76 803 долари США (медіана — 59 698), а середній дохід на одну сім'ю — 83 959 доларів (медіана — 70 566). За межею бідності перебувало 14,8 % осіб, у тому числі 19,4 % дітей у віці до 18 років та 17,8 % осіб у віці 65 років та старших.
Цивільне працевлаштоване населення становило 1332 особи. Основні галузі зайнятості: освіта, охорона здоров'я та соціальна допомога — 24,7 %, роздрібна торгівля — 10,2 %, будівництво — 10,0 %.